# Rejon październikowy
Rejon październikowy (biał. Кастрычніцкі раён) – administracyjny rejon Mińska, stolicy Białorusi, położony w południowej części miasta pomiędzy liniami kolejowymi Mińsk–Brześć i Mińsk–Homel. W jego skład wchodzi węzeł przemysłowy „Koladzicze” i osiedle Sokół. Powierzchnia 19,27 km², 156 tys. mieszkańców.

## Historia
W sierpniu 1921 r. Centralne biuro Komunistycznej Partii (bolszewików) Białorusi postanowiło podzielić miasto na trzy rejony działalności partii: aleksandrowski, lachowski i centralny. W 1938 r. utworzono rejony administracyjne Mińska: stalinowski, woroszyłowski i kaganowicki (na miejsce aleksandrowskiego). W 1957 r. rejon kaganowicki został przemianowany na październikowy i nazwa ta obowiązuje do dziś.

## Gospodarka
Rejon specjalizuje się w transporcie. Na jego terenie mieszczą się przedsiębiorstwa mińskiego oddziału Białoruskiej Kolei, dworzec kolejowy, Wydział Lotnictwa Ministerstwa Transportu i Komunikacji Białorusi, jego pododdziały i przedsiębiorstwa (w tym Port lotniczy Mińsk-1), a także koncern motoryzacyjny „Biełmagistralautatrans” i kombinaty samochodowe Nr 5 i 6.
Wśród przedsiębiorstw przemysłowych, na terenie rejonu działają m.in. Spółka Naukowo–Wytwórcza „Intehrał”, fabryka „Kryjon”, Miński kombinat mięsny, AAT „Kieramin”, Mińska Fabryka Druku Barwnego.

## Kultura
Na terenie rejonu znajduje się Akademia Zarządzania przy Prezydencie Republiki Białorusi, Białoruski Uniwersytet Kultury, Uczelnia Medyczna Nr 2, Akademia Sztuk Pięknych, 5 PTU, 17 szkół.
Instytucje ochrony zdrowia to m.in. szpital pogotowia ratunkowego, 3. szpital dziecięcy, szpital drogowy, miejski szpital ginekologiczny.
Działają 3 stadiony sportowe: „Łakamatyu”, „Uzlot”, „Arbita”, a także ponad 300 innych obiektów sportowych.